# Mohraang
Mohraang ist eine 2014 gegründete Funeral-Doom-Band.

## Geschichte
Das Projekt Mohraang wurde 2014 von Maahzur Phalmorg in Nachodka gegründet. Im Jahr 2016 erschien das Debütalbum Underworld of Khorrendus über Endless Winter. Internationale Rezensenten beurteilten das Album überdurchschnittlich bis besonders positiv. Das Album weise zwar keine „Variationen der Stimmung oder Atmosphäre“ auf, sei damit jedoch Erfolgreich und gezielt monolithisch schrieb Kris Clayton für Doom-Metal.com. Auch an anderer Stelle wurden beide Aspekte betont. So sei, laut einer für das italienische Aristocrazia Webzine verfassten Rezension, das monotone, reduzierte und monolithische des Albums „überraschend direkt“ und geradezu „erfreulich“. Da sich das Debüt somit fest dem bestehenden Genre widmete, wurden in Rezensionen der Webzines R.U.M.-Zine und Headbanger Reviews Parallelen zu anderen Vertretern gezogen, im Verhältnis sei die Band „talentiert“ und „vielversprechend“, aber ebenso einer breiten Konkurrenz gegenüberstehend. Dieser Konkurrenz begegne Mohraantg mit einer Atmosphäre, die andere Interpreten des Genres nicht erlangten. Weitere Rezensenten lobten das Album als „großartig“, „Ehrfurcht gebietend“, „imposant“ und für „Fans der Spielweise empfehlenswert“.

## Stil
Die Musik von Mohraang wird als „minimalistischer“ Funeral Doom gepaart mit Melodien und Effekten des Dark Ambient beschrieben. Der Stil sei eine „sehr langsam, dunkel, schwere und atmosphärische“ Variante des Funeral Doom. Der Gesang wird als tiefes Growling dargebracht, derweil das Gitarrenspiel auf Soli und Leads verzichte. Der Stil sei so ein völlig auf die Grundform reduzierter Funeral Doom. Komprimiertes Gitarrenspiel, ein reduzierter schleichender Rhythmus und Synthesizer-Einsätze die „hauptsächlich dazu dienen, den Gesamtsound aufzufüllen“.

## Diskografie
- 2016: Underworld of Khorrendus (Album, Endless Winter)